# Augusto Lobos
Augusto Lobos Valdés (* 10. Juli 1912; † 19. April 1996) war ein chilenischer Fußballspieler. Der Torwart absolvierte drei Länderspiele für Chile.

## Karriere
Über die Karriere von Augusto Lobos gibt es wenige Daten. Der Torwart nahm mit der Nationalmannschaft Chiles am Campeonato Sudamericano 1939 teil und absolvierte dort die beiden Partien gegen Gastgeber Peru und Uruguay. Beide Spiele verlor La Roja und beendete das Turnier nach einer weiteren Niederlage sowie einem Sieg bei fünf Teilnehmern auf dem vierten Platz. Nach diesem Turnier absolvierte Lobos beim 4:2-Erfolg über Paraguay ein weiteres Länderspiel.
Über seine Vereinskarriere ist bekannt, dass Lobos von 1936 bis zur Zeit der Südamerikameisterschaft für Santiago Morning spielte.